# Оператор Лапласа — Бельтрамі
Опера́тор Лапла́са — Бельтра́мі (називають іноді оператором Бельтра́мі — Лапла́са або просто оператором Бельтра́мі)- диференціальний оператор другого порядку, що діє в просторі гладких (або аналітичних) функцій на рімановому многовиді {\displaystyle M}.
У координатах {\displaystyle x_{1},\ldots ,x_{n},} де {\displaystyle n=\dim M,} оператор Лапласа — Бельтрамі задають так. Нехай {\displaystyle (g_{ij})} — матриця метричного тензора ріманового многовиду, {\displaystyle (g^{ij})} — обернена матриця і {\displaystyle g=\det(g_{ij})}, тоді оператор Лапласа — Бельтрамі має вигляд
{\displaystyle -\sum _{i,j}{\frac {1}{\sqrt {g}}}{\frac {\partial }{\partial x_{i}}}{\biggl (}g^{ij}{\sqrt {g}}{\frac {\partial }{\partial x_{j}}}{\biggr )}.\qquad (*)}

## Приклади
- У разі, коли {\displaystyle M} — область в евклідовому просторі зі стандартною метрикою {\displaystyle (g_{ij})=(\delta _{ij})} — одинична матриця, оператор Лапласа-Бельтрамі (*) перетворюється (з точністю до знака) на оператор Лапласа.

- Нехай {\displaystyle \dim M=2} і метричний тензор має вигляд {\displaystyle ds^{2}=E(x,y)\,dx^{2}+2F(x,y)\,dxdy+G(x,y)\,dy^{2},} тоді формула (*) набуває вигляду
{\displaystyle {\frac {\partial }{\partial x}}{\biggl (}{\frac {F{\frac {\partial }{\partial y}}-G{\frac {\partial }{\partial x}}}{\sqrt {EG-F^{2}}}}{\biggr )}+{\frac {\partial }{\partial y}}{\biggl (}{\frac {F{\frac {\partial }{\partial x}}-E{\frac {\partial }{\partial y}}}{\sqrt {EG-F^{2}}}}{\biggr )}.\qquad (**)}

- Диференціальне рівняння з частковими похідними другого порядку {\displaystyle Lf=0,} де оператор {\displaystyle L} задано формулою (**), можна розв'язати, якщо функції {\displaystyle E,F,G} аналітичні або досить гладкі. Цей факт використовується для доведення існування локальних ізометричних (конформних) координат на поверхні {\displaystyle M}, тобто доведення того, що кожен двовимірний ріманів многовид локально конформно еквівалентний евклідовій площині.[1]